# Еліс Манро
Еліс Енн Манро, до шлюбу Лейдлоу (англ. Alice Ann Munro, 10 липня 1931, Вінґем, Онтаріо, Канада — 13 травня 2024) — канадська письменниця, сценаристка, журналістка. Лауреатка Нобелівської премії з літератури за 2013 рік та Букерівської премії, триразова лауреатка канадської премії генерал-губернатора в галузі художньої літератури.

## Біографія
Її батько — фермер Роберт Ерік Лейдлоу, мати — шкільна вчителька Енн Кларк Лейдлоу.
Еліс почала писати у підлітковому віці й опублікувала своє перше оповідання «Виміри тіні» у 1950 році під час навчання в університеті Західного Онтаріо (Western University), де вивчала англійську мову з 1949 року. У цей період вона працювала офіціанткою, на збиранні тютюну, в бібліотеці.
У 1951 покинула університет, одружилася з Джеймсом Манро, з яким разом вчилася і переїхала до Ванкувера. Народила доньок Шейлу (* 1953), Кетрін (* 1955) і Дженні (* 1957). Кетрін померла через 15 годин після народження.
У 1963 родина переїхала до Вікторії, де Еліс відкрила книгарню під назвою «Книги Манро». У 1966 році народила доньку Андреа.
Еліс Манро розлучилася у 1972 році. Повернулася до Онтаріо і почала працювати в Університеті Західного Онтаріо.
1976 року одружилася з географом Джеральдом Фремліні. Подружжя переїхало на ферму неподалік від Клінтона, Онтаріо. Пізніше родина переїхала з ферми до міста.
Першу збірку Еліс Манро «Танок щасливих тіней» (1968) було високо оцінено, завдяки цьому Манро виграла премію генерал-губернатора, найвищу літературну премію Канади. Цей успіх закріпив твір «Життя дівчаток і жінок» (1971 рік), збірка взаємопов'язаних оповідань, яку іноді помилково називають романом.
У 1978 було опубліковано збірку «А хто ти, власне, така?». Ця книга дозволила Манро виграти премію генерала-губернатора вдруге.
У 1979-1982 вона подорожувала по Австралії, Китаю та Скандинавії, представляючи свою творчість.
У 1980 обіймала посаду письменниці-резидентки в Університеті Британської Колумбії та Квінслендському університеті.
У 1980-х і 1990-х роках публікувала збірки оповідань приблизно раз на 4 роки.
У 2002 її донька Шейла Манро опублікувала мемуари про своє дитинство і життя матері.
Історії Еліс Манро часто з'являються у таких виданнях як The New Yorker, The Atlantic, Grand Street, Mademoiselle та The Paris Review. Її останню збірку «Забагато щастя» було опубліковано у серпні 2009 року.
Її оповідання «Ведмідь перейшов через гору» було адаптовано для екрану режисером Сарою Поллі як кінофільм Без неї (у ролях Джулі Крісті та Гордон Пінсент). Фільм дебютував у 2006 році на кінофестивалі у Торонто. Фільм було висунуто на Оскар за найкращий адаптований сценарій, однак премію здобув інший фільм.
Еліс Манро померла 13 травня 2024 року в себе вдома у місті Порт-Гоуп, провінція Онтаріо, в 92-річному віці.

## Книги
- Танець щасливих тіней (англ. Dance of the Happy Shades) — 1968 рік (лауреат премії 1968 р. генерал-губернатора Канади)
- Життя дівчаток і жінок (англ. Lives of Girls and Women) — 1971 рік
- Щось я хотів сказати Вам (англ. Something I've Been Meaning to Tell You) — 1974 рік
- А хто ти, власне, така? (англ. Who Do You Think You Are?) — 1978 рік (лауреат премії 1978 р. генерал-губернатора Канади)
- Супутники Юпітера (англ. The Moons of Jupiter) — 1982 рік (твір номіновано на премію генерал-губернатора Канади)
- Прогрес любові (англ. The Progress of Love) — 1986 рік (лауреат премії 1986 генерал-губернатора для художньої літератури)
- Друг моєї юності (англ. Friend of My Youth) — 1990 рік (лауреат книжкової премії Trillium)
- Відкриті секрети (англ. Open Secrets) — 1994 рік (номіновано на премію генерал-губернатора)
- Обрані сюжети — 1996 рік
- Любов доброї жінки (англ. The Love of a Good Woman) — 1998 рік (переможець премії Гіллер 1998 року)
- Ненависть, дружба, залицяння, закоханість, шлюб (англ. Hateship, Friendship, Courtship, Loveship, Marriage) — 2001 рік
- Любов не пропадає — 2003 рік
- Вінтаж Манро — 2004 рік
- Утікач (англ. Runaway) — 2004 (переможець премії Гіллер 2004 року)
- Віднесені: збірка оповідань — 2006 рік
- Краєвид з Кесел Рок (англ. The View from Castle Rock) — 2006 рік
- Забагато щастя (англ. Too Much Happiness) — 2009 рік
- Дороге життя (англ. Dear Life) — 2013 рік

## Переклади українською
- Оповідання «Обличчя». — «Читайстра», портал «Інтерв'юз», 2013. Перекладач невідомий
- Оповідання «Белетристика». . — журнал «Всесвіт», 2016, № 3-4. С. 92 — 107. Переклала Вікторія Зенгва
- Забагато щастя. — Львів: Видавництво Старого Лева, 2017. Переклала Євгенія Кононенко[9].

## Відгуки
- Маргарет Етвуд: «Наш Чехов».
- Андрій Курков: «Еліс Манро в основному відома як новелістка, проте до кожного оповідання вона вносить стільки ж глибини, мудрості і влучності, скільки вміщається в об'ємних романах»[10].